# Adolphe Catelin & Cie
Adolphe Catelin & Cie est une maison française d'édition musicale active à Paris au XIXe siècle.

## Histoire
Adolphe Catelin & Cie est une maison d'édition française de partitions fondée à Paris en 1837 par l'éditeur musical Adolphe Catelin. L'éditeur publie principalement de la musique pour piano ainsi que des romances, mélodies et chansons.
En 1843, la maison d'édition est mise en liquidation, même si des tirages sont encore publiés jusqu'en 1866, date à laquelle les droits sont intégralement repris par la société A. Jaquot. Adolphe Catelin, quant à lui, meurt en 1875.
Catelin est connu pour être le premier éditeur, en août 1839, des Préludes op. 28 de Chopin. L'éditeur travaille également avec Hector Berlioz, dont il publie six opus entre 1838 et 1841, en particulier la première édition pour chant et piano des Nuits d'été.
Diverses partitions de son catalogue sont ensuite reprises par d'autres maisons d'éditions. Ainsi, les Préludes de Chopin connaissent une deuxième édition en France chez Brandus et Cie ; quant aux Nuits d'été de Berlioz, c'est Richault qui publiera en 1855 une seconde édition.